# إدوارد س. غرين
إدوارد س. غرين (بالإنجليزية: Edward C. Green)‏ هو عالم إنسان أمريكي، ولد في 29 نوفمبر 1944.